# Cantonul L'Isle-d'Abeau
Cantonul L'Isle-d'Abeau este un canton din arondismentul La Tour-du-Pin, departamentul Isère, regiunea Rhône-Alpes, Franța.

## Comune
- L'Isle-d'Abeau (reședință)
- Vaulx-Milieu
- Villefontaine